# Klejwy (Klejwy)
Klejwy – osada wsi Klejwy w Polsce, położona w województwie podlaskim, w powiecie sejneńskim, w gminie Sejny.
W latach 1975–1998 osada administracyjnie należała do województwa suwalskiego.